# نجوى نمري
نجوى نمري (بالإسبانية: Najwa Nimri)‏ (14 فبراير 1972 -)، مغنية وممثلة إسبانية من أصول أردنية.من الزرقاء

## النشأة
والدة نجوى من مدينة بنبلونة الإسبانية، أما والدها كرم نمري فهو أردني الجنسية. لديها شقيق اسمه كريم وأخ غير شقيق اسمه أندريه، وأختان غير شقيقتين (سارة ونادية). نجوى لديها أيضا ابن عم وهو مغني يدعى الكسندر نمير. عندما كانت طفلة انتقلت إلى بلباو ثم للعيش في العاصمة مدريد.

## المسيرة الفنية
أول دور مهم لها في السينما كان فيلم ناطق باللغة الإسبانية اسمه (قفزة في الفراغ) الذي كان أول فيلم يخرجه الباسكي دانييل كالبارسورو. مسيرتها الغنائية كانت من خلال الفرق الغنائية الصغيرة. في سنة 1996 كونت فرقة اسمها نجواجان مع كارلوس جان. في نفس الفترة أصدرت ثلاث ألبومات غنائية. في سنة 2004 تزوجت من كالبارسورو وأنجت منه ابنها الوحيد تيو.
مثلت في فيلمين وقد حازت على جوائز من خلالهما وهما تؤدية دور أنا في الفيلم (عشاق الدائرة القطبية الشمالية) وإيلينا في الفيلم (الجنس ولوسيا) وكلا الفيلمان من إخراج خوليو ميديم.
مثلت بجانب إدواردو نوريغا في فيلمي (افتح عينيك) و (الطريقة) تم ترشيحها للنسخة 33 من جوائز غويا لجائزة أفضل ممثلة عن (كوين تي كانتارا) في عام 2019، عادت بدور زوليما في مسلسل (الواحة) المشتق من مسلسل وجها لوجه (Yüz Yüze) بطولة ماجي سيفانتوس، لعبت دور أليثيا سييرا، محققة الشرطة في مسلسل سرقة الأموال (la casa de papel). وفي عام 2019 أدت صوت شخصية كيت لاسويل في لعبة نداء الواجب.

## وصلات خارجية
- نجوى نمري على موقع IMDb (الإنجليزية)
- نجوى نمري على موقع ميتاكريتيك (الإنجليزية)
- نجوى نمري على موقع روتن توميتوز (الإنجليزية)
- نجوى نمري على موقع قاعدة بيانات الأفلام العربية
- نجوى نمري على موقع ألو سيني (الفرنسية)
- نجوى نمري على موقع ميوزك برينز (الإنجليزية)
- نجوى نمري على موقع أول موفي (الإنجليزية)
- نجوى نمري على موقع قاعدة بيانات الأفلام السويدية (السويدية)
- نجوى نمري على موقع أول ميوزيك (الإنجليزية)
- نجوى نمري على موقع ديسكوغز (الإنجليزية)
- نجوى نمري على موقع ديسكوغز (الإنجليزية)
- الموقع الرسمي (بالإسبانية)
- موقع خاص عن نجوى نمري